# Poecilimon laevissimus
Poecilimon laevissimus är en insektsart som först beskrevs av Fischer 1853.  Poecilimon laevissimus ingår i släktet Poecilimon och familjen vårtbitare. Inga underarter finns listade i Catalogue of Life.